# Théophile de Giraud
Théophile de Giraud est un écrivain, philosophe et activiste belge de langue française né à Namur le 19 novembre 1968. Figure de l'antinatalisme et du mouvement childfree, il est l'un des créateurs de la Fête des Non-Parents. Il a également peint en rouge en 2008 la statue de Léopold II à Bruxelles pour dénoncer la valorisation publique de ce roi qui mit en place le système colonial du Congo belge. En 2012,  Il a organisé un « happening dénataliste » à Paris pour alerter sur le tabou de la surpopulation et valoriser le refus d’enfanter par conviction écologique,,.

## Œuvre littéraire
Paru en 2000, son premier ouvrage, De l’impertinence de procréer, est un plaidoyer contre la reproduction humaine mêlant humour et provocation,,.
Caractérisé par de nombreuses excentricités,,, il fut recensé dans l’anthologie Les Fous littéraires du pataphysicien André Blavier.
Son essai L’Art de guillotiner les procréateurs : Manifeste anti-nataliste, publié en 2006, est la réécriture de cette première œuvre,. Une formule pourrait le résumer : « Si vous aimez les enfants, n’en faites jamais »,. Après avoir tenté de montrer que la vie n’est que douleur, et que l’éthique est incompatible avec la reproduction,, il y célèbre notamment la formation scolaire à la parentalité, l’adoption, la grève de la procréation et le féminisme comme remède à la fécondité imposée par la phallocratie,,. De nombreuses citations d’auteurs classiques viennent illustrer son propos.
Dans un autre registre, ce « dandy punk en rupture » publie en 2008 un essai poétique sur la cold wave intitulé Cold Love, Satanic Sex and Funny Suicide dont la préface est signée par Jean-Luc De Meyer, chanteur du groupe Front 242. Il y passe en revue, à travers de nombreux extraits de chansons, plusieurs thèmes de ce courant musical à l’origine du mouvement gothique, tels que l’amour du sexe, l’amour de la mort, la haine de la famille ou encore la célébration de la fin du monde et de l’espèce humaine, le tout avec humour et dans un style inventif,
Il a aussi contribué à l’ouvrage collectif Moins nombreux, plus heureux : L’Urgence écologique de repenser la démographie, dirigé par Michel Sourrouille.

## Activisme
En septembre 2008, il recouvre de gouache rouge la statue équestre du roi Léopold II à Bruxelles, pour protester contre sa politique coloniale au Congo et sa valorisation par l’État belge au travers de monuments publics. Il juge indigne de glorifier un « criminel contre l’humanité », et réclame que toutes les statues le représentant soient déboulonnées.
Dans le but de dénoncer la pression sociale subie par les personnes qui ne désirent pas d’enfant, et de valoriser le choix de vie childfree, il fonde, avec Frédérique Longrée, la Fête des Non-Parents dont trois éditions ont eu lieu entre 2009 et 2011, alternativement à Bruxelles et à Paris. Les invités d’honneur de cette fête étaient Corinne Maier, Noël Godin, Laure Noualhat,, et Magenta Baribeau.
En 2012, il fonde le CLOD (Collectif des lutins obstinément dénatalistes) et organise un happening devant la Basilique du Sacré-Cœur de Montmartre à Paris. Il s’agissait d’une distribution de préservatifs autour de banderoles réclamant une « grève des ventres » pour lutter contre la surpopulation et ses effets néfastes sur l’environnement,,. Parmi les principaux slogans, « Save the planet, make no baby » et « J’aime trop mon enfant pour le faire ».
Il participa également à plusieurs entartages aux côtés de Noël Godin ainsi qu’à certains « coups d’État » de Jan Bucquoy.

## Récompenses
- Lauréat de la Fondation belge de la Vocation (1998)[12].
- Childfree Man of the Year (2013)[40].

## Œuvres
- De l’impertinence de procréer, Bruxelles, auto-édition, 2000.
- Cent haïkus nécromantiques, préface de Jean-Pierre Verheggen, frontispice et postface d’André Stas, Spa, éd. Galopin, 2004 (ISBN 9782916086071).
- L’Art de guillotiner les procréateurs - Manifeste anti-nataliste, Nancy, éd. Le Mort-Qui-Trompe, 2006 (ISBN 978-2916502007).
- Diogenèses, poèmes fluorescents pour patienter entre deux génocides, Bruxelles, éd. Maelström, 2008 (ISBN 978-2-9303-5587-0).
- Cold love, Satanic Sex and Funny Suicide, préface de Jean-Luc De Meyer, Nancy, éd. Le Mort-Qui-Trompe, 2008 (ISBN 9782916502076).
- Aphorismaire à l’usage des futurs familicides, préface de Corinne Maier, frontispice de Serge Poliart, Bruxelles, éd. Maelström, 2013 (ISBN 2-9165-0200-9).
- La grande supercherie chrétienne : De l’oubli que le christianisme des origines était un antinatalisme, éd. Cactus Inébranlable, 2019 (ISBN 978-2930659985).